# Семеду, Вивалду
Вива́лду Леа́ндру Семе́ду Мо́ура Со́уза (порт. Vivaldo Leandro Semedo Moura Sousa; родился 28 января 2005) — португальский футболист, нападающий английского клуба «Уотфорд».

## Клубная карьера
Выступал за молодёжные команды португальских футбольных клубов «Повоэнсе» и «Спортинг». В мае 2021 года подписал свой первый профессиональный контракт со «Спортингом». В сезоне 2021/22 забил за команду «Спортинга» до 17 лет 23 гола в 24 матчах. В августе 2022 года перешёл в итальянский клуб «Удинезе», подписав трёхлетний контракт. 30 января 2023 года дебютировал в итальянской Серии A в матче против клуба «Эллас Верона».

## Карьера в сборной
Выступал за сборные Португалии до 17 и до 18 лет.

## Личная жизнь
Семеду родился в Анголе, но в раннем возрасте переехал с родителями в Португалию.